# حزب وحدت اسلامی افغانستان

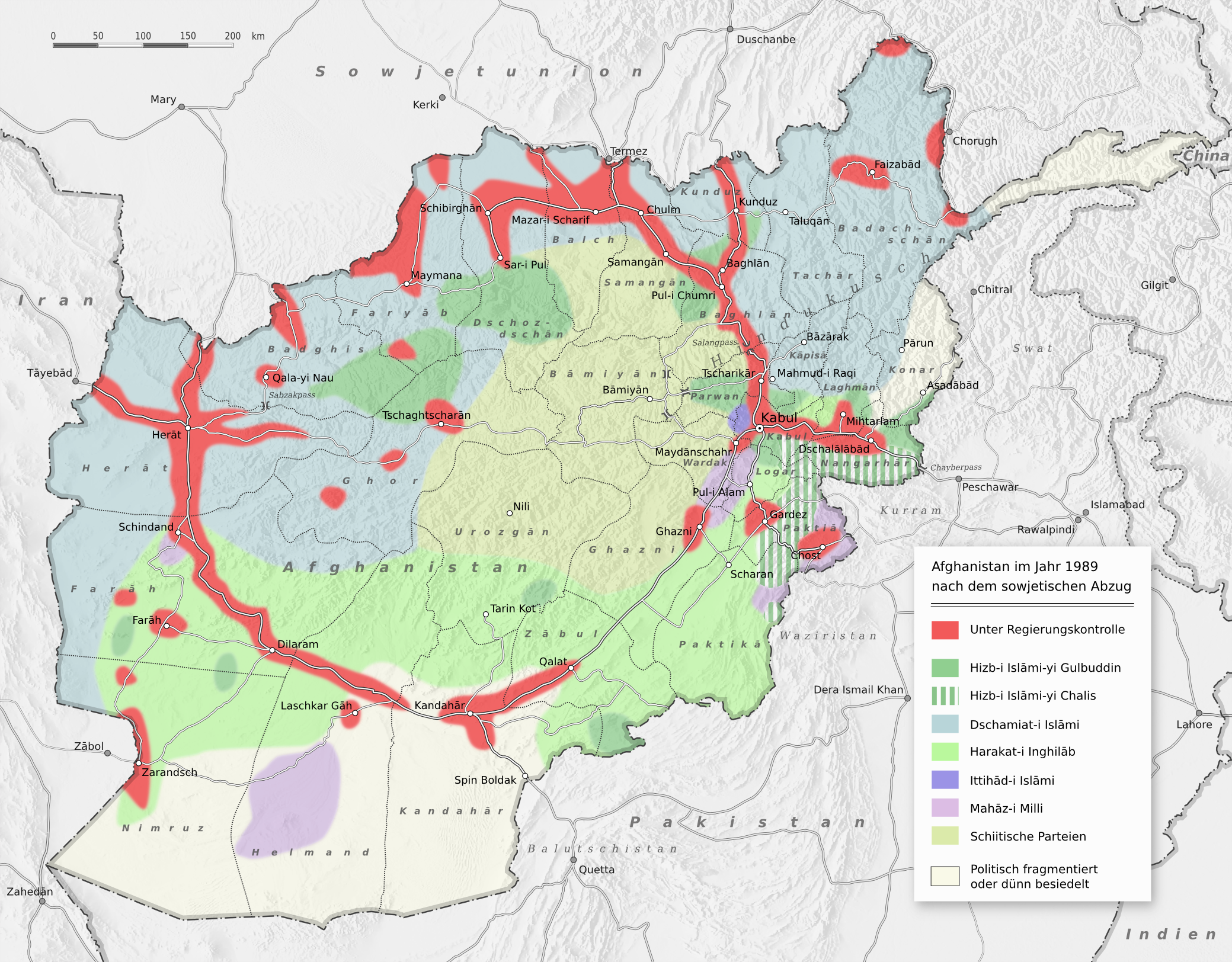
نقشه افغانستان در سال ۱۳۶۸. زرد: در کنترل حزب وحدت

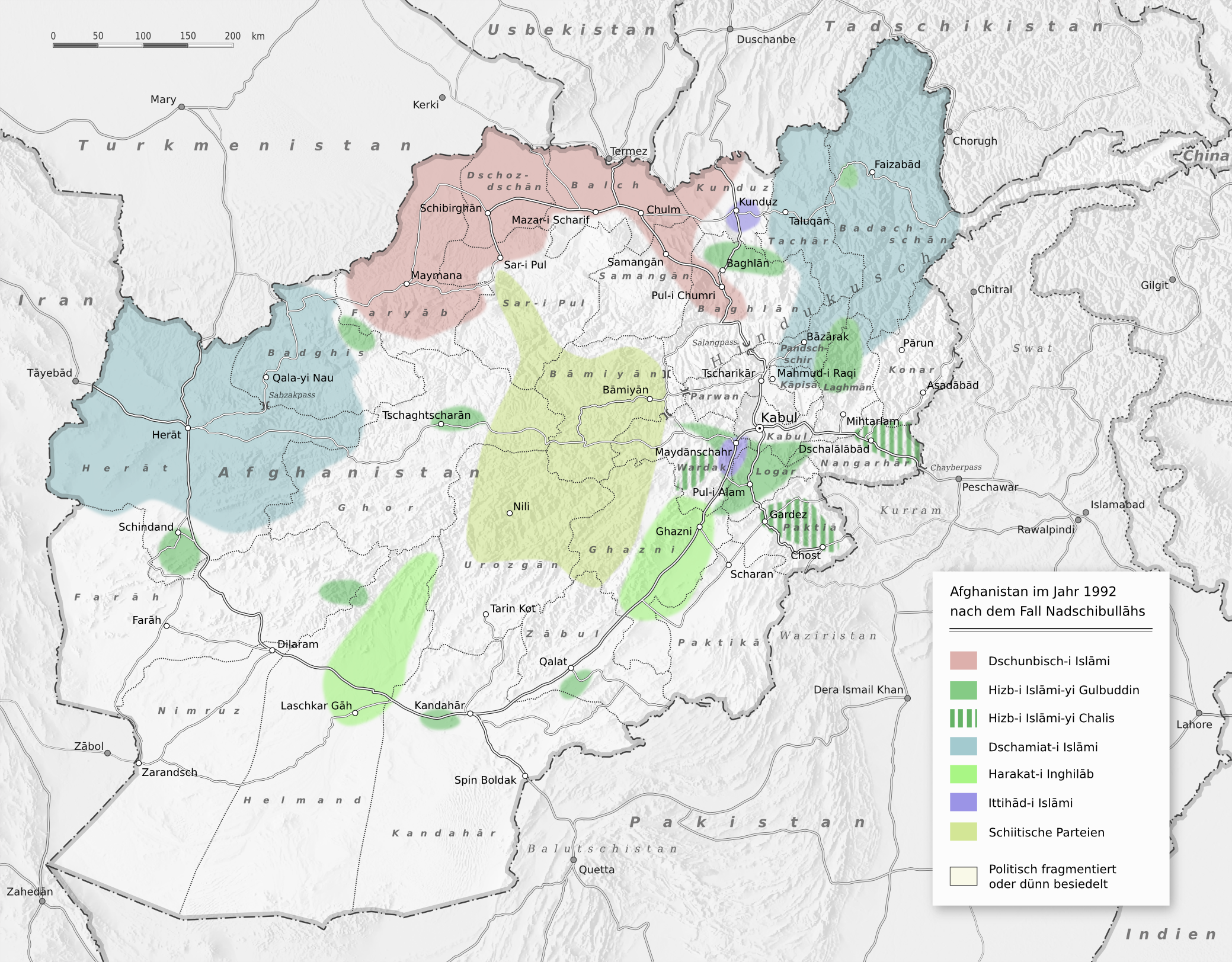
نقشه افغانستان در سال ۱۳۷۱. زرد: در کنترل حزب وحدت

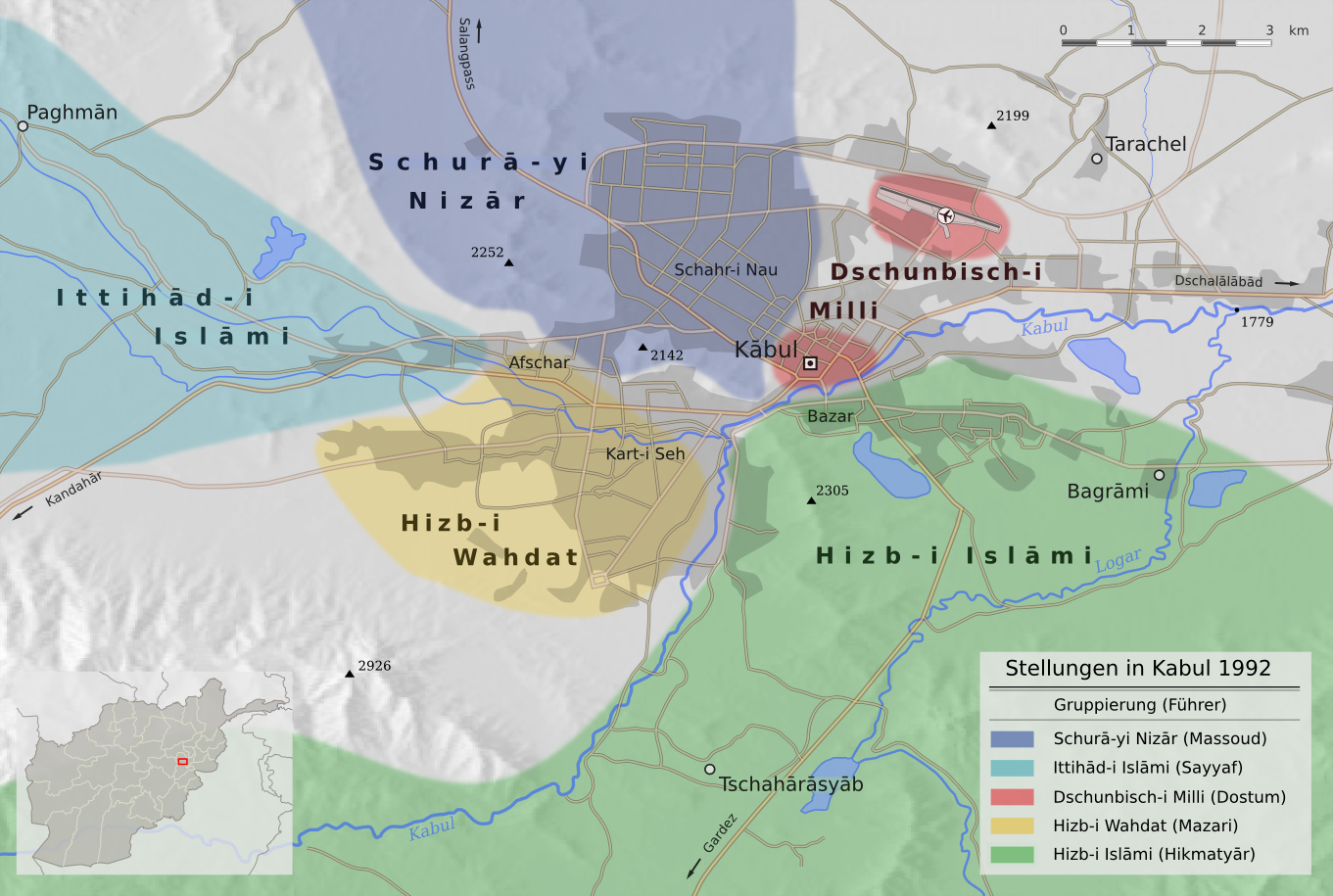
کابل در سال ۱۳۷۱. مناطق زرد رنگ بر روی نقشه در کنترل حزب وحدت

حزب وحدت اسلامی افغانستان با عنوان اختصاری حزب وحدت یکی از حزب‌های سیاسی در افغانستان است که اکثریت اعضا و حامیان آن را هزاره‌ها تشکیل می‌دهد. به غیر از هزاره‌ها، اقوام دیگر مانند قزلباش‌ها و تاجیک‌ها نیز در این حزب عضویت دارند. این حزب با اتحاد ۸ گروه، حزب و یا سازمان در سال ۱۳۶۸ تشکیل شد. مانند اکثر احزاب مهم سیاسی معاصر افغانستان، حزب وحدت ریشه در دوره آشفته جنبش‌های مقاومت ضد شوروی دهه ۱۹۸۰ افغانستان دارد. تجددگرایی اسلامی ایدئولوژی اصلی اکثر رهبران آن بود اما این حزب به‌تدریج به‌سمت پایگاه پشتیبانی قومی مردم هزاره گرایش پیدا کرد و ابزار اصلی خواسته‌ها و آرزوهای سیاسی جامعهٔ هزاره شد. در جریان جنگ داخلی افغانستان این حزب به‌عنوان بازیگر موفقی در افغانستان ظاهر شد و توانست با پشتیبانی مداوم از هزاره‌ها، سرمایه سیاسی قابل توجهی را در جامعه هزاره‌های افغانستان جمع‌آوری کند.
افراد معروف این حزب پیش از انشعابات عبدالعلی مزاری، کریم خلیلی، سید علی بهشتی، محمد محقق، محمد اکبری، قربان علی عرفانی، صادقی نیلی، سید عبدالحمید سجادی، میرحسین صادقی پروانی و سید محمد امین سجادی بودند.

## پیشینه

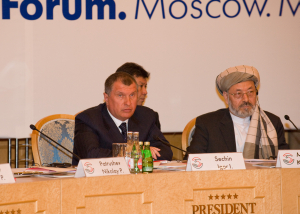
محمدکریم خلیلی با معاون نخست‌وزیر روسیه ایگور سچین، ۱۴ مه ۲۰۰۹، مسکو

به دنبال فروپاشی دولت طرفدار شوروی کابل در [هزاره‌جات] در سال ۱۹۷۹، این منطقه تحت کنترل شورای انقلاب قرار گرفت، یک سازمان در سرتاسر منطقه که با عجله تشکیل شده بود، به زودی توسط چندین گروه جدید اسلامگرا که درگیر قدرتهای بی پایان و مبارزات ایدئولوژیک بودند، به چالش کشیده شد و سرنگون شد. با این وجود این گروه‌ها غیر خشونتی بودند و گروه‌های مختلف هنوز نیروهای اتحاد جماهیر شوروی را هدف قرار می‌دادند. جنگ‌ها و درگیری‌ها با شور و حرارت شدید ایدئولوژیکی علیه نیروهای اتحاد جماهیر شوروی سوسیالیستی آغاز شد. با این حال، هیچ‌یک از سازمان‌ها نتوانستند نتیجه کنترل سیاسی هزاره جات را به نفع خود تعیین کنند. در اواسط نیمه دوم دهه ۱۹۸۰، بن‌بست کامل در منطقه در حال ظهور بود و هر سازمان در جیب‌های خاص قلمرو محدود بود. در نتیجه، تمایل قاطع به تغییر هم توسط روستاییان و هم رهبران ارشد سازمان‌ها برای اتحاد احساس می‌شد.
چندین تلاش برای ایجاد صلح و اطمینان از ثبات به شکست انجامید. اتحادها و ائتلاف‌ها ساخته و منحل شدند مهم‌ترین و مؤثرترین آنها شورای انقلاب بود، اتحادی متشکل از هشت سازمان اصلی که در سال ۱۹۸۵ در تهران تشکیل شد. این مؤثرترین تلاش برای دستیابی به وحدت عمل توسط رهبران سازمانها برای تبدیل شدن به یک اتحاد بود، پیشینه مهم تشکیل حزب وحدت. با این حال، در حالی که این اتحاد صدای سیاسی مشترکی را برای مجاهدین هزاره در مذاکرات و چانه زنی با سازمان‌های سنی مستقر در پیشاور پاکستان فراهم کرد، اما نتوانست با اصطکاک‌های ایدئولوژیک بی وقفه در حزب مقابله کند. برای ایجاد ثبات در منطقه یک حرکت رادیکال تر لازم بود.با اعلام عقب‌نشینی شوروی در ژانویه ۱۹۸۸، اعتقاد بر این بود که فروپاشی دولت کابل قریب‌الوقوع است و تغییر شکل چشمگیری از صف بندی‌های سیاسی در دست ساخت است. این در حالی اتفاق می‌افتاد که دولت کابل و حزب حاکم حزب دموکراتیک خلق (PDPA) رقابت‌های شدید جناحی و قومی را تجربه می‌کردند. کاهش ایمان به آینده دولت ظهور صف بندی‌های سیاسی جدید را عمدتاً بین اعضای همان گروه‌های قومی تسهیل کرد و شکاف ایدئولوژیک بین مجاهدین و مقامات PDPA را از بین برد. در این میان، مذاکرات در مورد تشکیل دولت موقت به رهبری سازمانهای سنی مستقر در پیشاور، اتحاد هزاره مستقر در تهران را مستثنی کرد. تأثیر ترکیبی این تحولات در میان سازمانهای هزاره آگاهی بیشتر از نیاز به یک مذاکره جمعی و قاطعانه تر با همتایان اهل سنت خود در صورت جدی گرفتن است. در برابر این زمینه بود که تقاضای رادیکال تر اتحاد و ادغام کلیه سازمانهای سیاسی-نظامی موجود در یک حزب واحد بر سیاست‌های منطقه حاکم شد. جلسات متعددی در سراسر منطقه برگزار شد که در آن ماهیت و ترکیب حزب جدید و نقش سازمانهای موجود در آن به‌طور گسترده مورد بحث قرار گرفت. در اوت ۱۹۸۸، مرکز استان بامیان به دست مجاهدان هزاره افتاد. این امر تشکیل سازمان منطقه ای را بیشتر تسهیل و تشویق می‌کند. عملیاتی که منجر به فروپاشی دولت در این شهرک شد به‌طور مشترک توسط نیروهای مختلف مجاهدین در منطقه انجام شد. سازمان نصر (سازمان پیروزی) نقشی محوری و هماهنگی در حمله داشت. این پیشرفت به‌طور کامل از بین بردن هرگونه حضور دولت کابل در کل منطقه هزاره جات بود.
از این پس بامیان مرکز تحولات مهم سیاسی بود. این محرک جدیدی به روند اتحاد بین سازمانهای مجاهدین در منطقه تزریق کرد. این شهر میزبان جلسه نهایی بود که منجر به اعلام میثاق وحدت یا معاهده وحدت در جولای/ژوئیه ۱۹۸۹ شد و کمتر از یک سال از آزادی آن گذشته بود. این مرکز به مرکز رهبری سیاسی و قدرت حزب جدید فراتر و دور از رقابتهای جناحی و شخصی محلی فرماندهان محلی تبدیل شد. آنچه روند مذاکره برای شکل‌گیری وحدت را با تلاشهای مشابه قبلی در تقابل قرار داد این بود که این اساساً روندی بود که از منطقه هزاره جات آغاز شده بود. این روند با واقعیت‌های جنگ، جناح‌بندی و از دست دادن کنترل رهبری سیاسی بر فرماندهان نظامی در منطقه اطلاع داده شد و شکل گرفت. برعکس، تلاش‌های قبلی ائتلاف سازی که در ایران متمرکز بود و اغلب تحت تأثیر مستقیم مقامات ایرانی قرار داشت. رهبران این سازمان پس از تشکیل، با چالش متقاعد کردن نمایندگان خود در شورای ائتلاف با مقامات دولت ایران روبرو شدند، زیرا آنها در کار با ائتلاف احزاب جداگانه در تهران راحت تر بودند. تکه‌تکه شدن مجاهدین هزاره به ایرانیان اهرم مؤثری برای کنترل سازمانهای کوچک داده بود که غالباً به مقامات مختلف مذهبی و نهادهای دولتی در ایران گره خورده بودند. این حزب قرار بود یک استراتژی سیاسی نسبتاً مستقل را دنبال کند، که اغلب در تضاد با سیاست‌ها و منافع ایران بود.
حزب وحدت پس از درگیری با نهضت اسلامی منجر به شکست کامل نهضت و دیگر سازمان‌های کوچکتر در ولسوالی جاغوری در سال ۱۹۹۳ شد. در نتیجه، حزب وحدت در جاغوری و اکثر مناطق غزنی با پیروزی نظامی موقعیت خود را تثبیت کرد. جاه طلبی برای ادغام سازمان‌های قبلاً متخاصم در یک حزب واحد به درجه زیادی از موفقیت دست یافته بود. رسماً تمام سازمان‌های قبلی منحل و ساختارهای نظامی آنها برچیده شد و نظم سیاسی نسبتاً پایداری در مناطق تحت کنترل خود برقرار شد.

## ساختار
همان‌طور که از نام وحدت پیداست، هدف اصلی حزب متحد کردن همه سازمان‌های مجاهدین شیعه تحت یک رهبری سیاسی واحد بود که در پاسخ به یک اصرار قوی برای اتحاد در میان رهبران هزاره و همچنین مردم عادی تشکیل گردید.
این حزب در سلسله مراتب سازمانی خود شامل ساختارهای کلیدی زیر بود:
- شورای عالی نظارت: شامل شخصیت‌های عالی‌رتبه مذهبی و کارشناسان می‌شد. شورا در نقش نظارتی خود وظیفه نظارت بر تمامی سطوح حزب را بر عهده داشت و به عنوان بالاترین مکانیسم رهبری و کنترل بر کلیه فعالیت‌ها و سیاست‌های حزب عمل می‌کرد.
- شورای مرکزی: ارگان بعدی و مهم درون حزب بود و قدرتمندترین مرجع مشورتی و تصمیم‌گیری حزب به‌شمار می‌رفت. به دلیل اهمیت بالای این بخش اعضای آن به شکلی چشمگیر گسترش یافت. اولین کنگره حزب در سپتامبر ۱۹۹۱ از رهبری حزب خواست تا ادغام سایر گروه‌ها و شخصیت‌های شیعه را در حزب تسهیل کند. به این ترتیب اعضای ابتدایی آن از ۳۶ عضو به ۸۰ عضو رسید. با تداوم این سیاست حزب موفق شد تا گروه‌های سیاسی هزاره را که قبلاً از هم متلاشی و متخاصم بودند، کنار هم نگه دارد. همچنین تصمیم گرفته شد که شوراهای مرکزی و نظارت در صورت نیاز گسترش یابند.[۱۳]
- منشور وحدت: این منشور اقدام به ایجاد شوراهای ولایتی و ولسوالی کرد که به کمیته‌های مربوطه شان در مقر مرکزی در بامیان گزارش می‌دادند.

حزب جدید برای آینده سیاسی هزاره‌ها امیدوارتر بود و فشار برای پیوستن به آن چنان قوی بود که نمی‌توان در برابر آن مقاومت کرد. هسته اصلی حزب عمدتاً به دلیل اینکه در منطقه امن مرکزی، بامیان واقع شده‌بود، می‌توانست به‌خوبی در برابر فشار و حملات پایتخت مقاومت کند.

## ایدئولوژی
از نظر ایدئولوژیک، حزب وحدت خواستار یک وضعیت مساوی برای فقه شیعه در کنار مکتب حنفی بود. این حزب خواستار تلاش‌های بیشتر برای ادغام سایر گروه‌های شیعه واقعی در حزب و همبستگی با همه سازمان‌های اسلامی اهل سنت بود. حزب وحدت را می‌توان دارای گشایش و فراگیری استثنایی در جامعه محافظه کار مانند افغانستان، پیشرو دانست. حزب وحدت تنها حزب در میان احزاب سیاسی افغانستان بود که در یک حرکت استثنایی، ده عضو زن را در شورای مرکزی خود گنجاند. یک کمیته کامل را برای امور زنان اختصاص داد و ریاست آن را یک زن هزاره تحصیل کرده دانشگاهی بر عهده داشت.
اما به تدریج حزب به سمت پایگاه حمایت قومی خود متمایل شد. تحولات سیاسی بعدی در کابل مشکلات ایجاد حکومت اسلامی در کشور را آشکار کرد. با سقوط رژیم کمونیستی در کابل و شکست در تشکیل حکومت اسلامی، جناح‌های متخاصم به پایگاه‌های حمایت قومی و منطقه‌ای خود روی آوردند. در حالی که اسلام‌گرایی ایدئولوژی رسمی اعلام شده اکثر گروه‌ها باقی ماند، مطالبات قومی و جنگ قدرت به عنوان منابع اصلی بسیج سیاسی ظاهر شد. رهبران حزب وحدت در تلاش برای ایجاد تعادل بین قومیت و مذهب بودند. میل شدید برای اتحاد هزاره‌ها نیروی محرکه اصلی حزب به‌شمار می‌رفت. در واقع، از نظر ایدئولوژیک، ترکیب ناسیونالیسم قومی و اسلام‌گرایی به‌طور فزاینده‌ای به ایدئولوژی وحدت تبدیل شد، گفتمانی قومی که تحت سلطه و بیان یک زبان اسلامی است.
عبدالعلی مزاری، دبیرکل حزب وحدت، عامل اصلی تبدیل صریح حزب به سکوی حقوق و مطالبات سیاسی هزاره‌ها بود. هنگامی که در سال ۱۹۹۲ به کابل رسید، درهای حزب را بیشتر به روی هزاره‌ها با هر زمینه اجتماعی و ایدئولوژیکی باز کرد. گروهی از چپ‌های سابق و بوروکرات‌های دولتی به حلقه درونی رهبری حزب پیوستند. این یک آزمون واقعی برای تحمل سیاسی بخش محافظه کارتر روحانیت بود. در حالی که حزب برای متحد کردن سازمان‌های عمدتاً اسلام‌گرا و روحانی ایجاد شد، در کابل با گروه‌هایی از هزاره‌های تحصیل‌کرده بسیار بزرگ‌تر از آنچه در ولایات بود، روبرو شد. این‌ها نیز عمدتاً چپ و نسبتاً خوب سازماندهی شده بودند. این سؤال که آیا حزب باید قشر تحصیل‌کرده جدید را بپذیرد، رهبری حزب را از هم جدا کرد. علما به دانش و تجربیات این هزاره‌های تحصیلکرده نیاز داشتند تا به حزب کمک کنند تا خود را با یک محیط سیاسی شهری تطبیق دهند. حزب از کمبود مزمن اعضایی که از آموزش مدرن بهره برده بودند رنج می‌برد. علاوه بر این، بیشتر روحانیون با سیاست کابل آشنایی چندانی نداشتند. بیشتر آنها در مراکز مذهبی ایران و عراق تحصیل کرده و عمدتاً در روستاهای هزاره جات به سیاست پرداخته بودند.
سرانجام، تعدادی از چهره‌های کلیدی شورای مرکزی با گنجاندن تحصیل کرده‌های کابل در حزب مخالف بودند و آنها را کمونیست‌های بی خدا می‌دانستند. در حالی که هیچ‌یک از چپ‌های سابق هیچ مقامی در رهبری حزب نداشتند، اما تقویت روابط آنها با عبدالعلی مزاری، و نفوذ آنها بر آن، خشم بخش‌های محافظه‌کار حزب را برانگیخت. برجسته‌ترین فرد در این زمینه محمد اکبری بود که پیوسته با اتحاد وحدت با گروه‌های غیر جهادی مانند جنبش ملی جنرال دوستم و چپ‌های هزاره مخالف بود. از سوی دیگر، چپ‌ها به دنبال پست رسمی در صفوف حزب نبودند. آنها بیشتر به فکر تأمین امنیت شخصی خود و پرهیز از آزار و اذیت مجاهدین بودند.

## سیاست

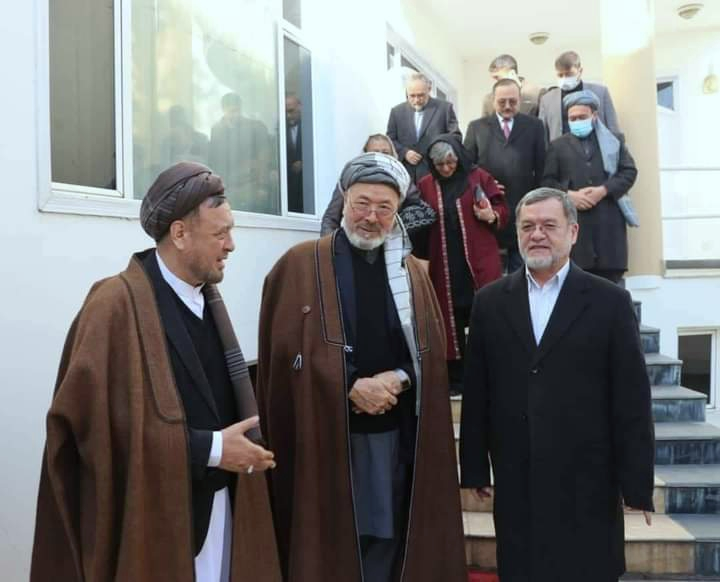
رهبران هزاره: محمد محقق و کریم خلیلی

استراتژی ایجاد حکومت اسلامی و ترویج اخوت دینی حزب وحدت به‌سرعت با مشکلاتی روبرو شد. موضع حزب وحدت به عنوان پشتیبان مجاهدین هزاره مورد استقبال همتایان سنی خود در پیشاور قرار نگرفت و باعث شد از مذاکرات تشکیل دولت مجاهدین در کابل که تحت تسلط سنی‌ها بودند، کنار گذاشته شود. احزاب بنیادگرای سنی یک چهارم سهم قدرت را که به حزب وحدت تعلق می‌گرفت نادیده گرفتند و ادعا کردند که هزاره‌های افغانستان به‌عنوان یک جامعه قابل‌توجه به‌حساب نمی‌آیند و مستحق حضور در روند مذاکرات نمی‌باشند. به‌همین منظور حزب وحدت هیئتی به پیشاور اعزام نمود تا درمورد ورود حزب به این روند مذاکره کند اما هیئت به‌طور ناامیدکننده‌ای به بامیان بازگشت؛ بنابراین حزب وحدت طی جلسه شورای مرکزی خود در بامیان به ریاست عبدالعلی مزاری، تصمیم گرفت در سیاست‌هایش تجدید نظر کند و استراتژی سیاسی جدیدی را مطرح کرد.
این سیاست جدید که طی سه روز مشورت شورای مرکزی حزب در بامیان طرح گردید قرار زیر می‌باشد:
- ایجاد اتحادی از جوامع قومی و محروم تاریخی افغانستان

این استراتژی جدید سیاست پیگیری و کنترل ولایات توسط فرماندهان نظامی را شامل می‌شد که بسیار بهتر بود از مذاکره با سران جهادی در پیشاور. حزب برای پیوستن یا حمایت از اتحاد جدید با فرماندهان نظامی و بزرگان قومی ولایات مختلف به تماس می‌شد و استراتژی‌اش را ازطریق هیئت‌ها و نمایندگان مختلف سیاسی و نظامی تبلیغ می‌کرد. در نتیجه، پنجاه هیئت به‌مناطق مختلف کشور به‌خصوص دره پنجشیر و ولایات شمالی کشور مانند بلخ که عمدتاً مناطق تاجیک‌نشین بودند، اعزام گردید. اعضای هیئت‌ها وظیفه داشتند برمبنای این استراتژی، علایق سیاسی مشترک را برای چانه‌زنی جمعی بر سر حقوق اقلیت‌ها در ترتیبات سیاسی آینده بررسی کنند. هیئت‌های دره پنجشیر و ولایات شمالی کشور موفق شدند توافق‌نامه‌های سیاسی مهمی را با مسعود و دوستم امضا کنند. در مذاکرات اخیر حزب وحدت که در ولسوالی جبل‌السراج ولایت پروان انجام شد، دوطرف توافق‌نامه‌ای جبل‌السراج را در آوریل ۱۹۹۲ امضا کردند. در این توافق‌نامه مسعود به‌عنوان رئیس، محمد محقق از حزب وحدت به‌عنوان معاون و جنرال دوستم به عنوان فرمانده امور نظامی آن انتخاب شدند.
اتحاد حزب وحدت مزاری، جنبش اسلامی دوستم و شورای نظار مسعود، هنگام کنترل شهر کابل، فروپاشید. به‌همین ترتیب، ترتیبات سیاسی در میان سازمان‌های مجاهدین سنی نیز از هم پاشید و شهر را به میدان نبرد برای ویران کننده‌ترین و وحشیانه‌ترین درگیری‌ها تبدیل کرد. موقعیت حزب وحدت برای نزدیک به سه سال به‌عنوان بازیگر مهم سیاسی در منطقه تثبیت‌شد. اما تنش‌های درون حزبی با به‌چالش کشیده‌شدن مزاری برای هم‌پیمان شدن با حکمتیار توسط محمد اکبری نیز بالا گرفت.
اختلافات بین عبدالعلی مزاری و اکبری منجر به اولین انشعاب عمده در حزب شد. پس از انشعاب، هر دو رهبر سازمان‌های سیاسی و نظامی جداگانه‌ای تحت نام وحدت را حفظ کردند و عبدالعلی مزاری توانست بدنه اصلی حزب را حفظ کند. رقابت‌ها و تنش‌های روزافزون بین دو رهبر به شدت در تدارکات انتخابات رهبری حزب در سپتامبر ۱۹۹۴ نمایان شد. این انتخابات در میان رقابت شدید دو شخصیت رقیب برای رهبری حزب برگزار شده بود و سخت‌ترین مبارزه قدرت درون‌حزبی آن‌زمان را تشکیل می‌داد. هنگامی که رهبران حزب سعی در تعیین و بیان برنامه‌های سیاسی خود در کابل بودند، خطاهای جدید سیاسی در حال ظهور بود. هر دو طرف مصمم به‌پیروزی برای تسلط بر مواضع رهبری و در نتیجه تغییر جهت سیاسی حزب بودند. محل برگزاری انتخابات آینده نیز بحث‌انگیز بود. اکبری برای برگزاری انتخابات در بامیان در جایی که احساس قدرت می‌کرد، در تلاش بود. در مقابل، مزاری و هوادارانش برای انتخابات در کابل تلاش می‌کردند، جایی که او پایگاه پشتیبانی بیشتری را در میان هزاره‌های شهرنشین پرورش داده بود. با توجه به اختلافات سیاسی و رقابت‌های شخصی بین دو رهبر، اولین انتخابات دبیرکل حزب با جدال زیادی روبرو شد. همچنین با توجه به زمینه‌های جنگ داخلی در کابل، حساسیت ویژه‌ای وجود داشت که هر دو شخصیت جهت‌های سیاسی مختلفی را برای حزب پیشنهاد کنند، مثلاً اکبری امیدوار بود که از طریق انتخاب وی به عنوان دبیرکل حزب بتواند نقش حزب را در جنگ و درگیری در کابل به نفع دولت ربانی تغییر دهد.
در نتیجه، عبدالعلی مزاری با کسب ۴۳ رأی از ۸۲ عضو شورای مرکزی، دوباره به عنوان رهبر انتخاب شد و اکبری با کسب ۳۳ رأی به‌عنوان معاون اول وی انتخاب شد. به‌همین ترتیب، توافقاتی در مورد ۲۰ انتصاب کلیدی دیگر نیز حاصل گردید. جناح اکبری مناصب کمیته‌های فرهنگی و نظامی را به دست آورد. وی و طرفدارانش معتقد بودند که با تسلط بر کمیته‌های فرهنگی و نظامی می‌توانند ماشین جنگ و تبلیغات حزب را به نفع دولت ربانی، متحد خارجی خود، دستکاری کنند. کریم خلیلی، که بعداً رهبر حزب خواهد شد، به عنوان رئیس کمیته امور سیاسی آن انتخاب شد. همه اعضای سابق نصر در شورا به مزاری رأی دادند که از انسجام پایدار نصر به‌عنوان بلوک سیاسی در وحدت خبر می‌داد. در مقابل، بیشتر اعضای سابق پاسداران از اکبری حمایت می‌کردند، به‌همین ترتیب، بیشتر اعضای سابق حرکت و نهضات از پاسداران پیروی می‌کردند، درحالیکه بیشتر سازمان‌ها ی داوات و مستضعفین از مزاری حمایت می‌کردند.
علاوه بر این، بی‌اعتمادی و سؤظن همچنان باعث تضعیف انتصابات جدید می‌شد. اعتقاد بر این است که دولت ربانی از طریق تماس‌هایش با اکبری برای تضعیف مزاری و تبدیل حزب وحدت به یک متحد تلاش کرده‌است. مزاری در واکنش به کودتای احتمالی اکبری، به نیروهای خود دستور حمله و بیرون راندن همه هواداران اکبری را از غرب کابل داد. در نتیجه، اکبری و متحدانش مجبور به فرار به مناطق تحت کنترل مسعود در شمال پایتخت شدند. در حالی که جزئیات دقیق این کودتا ناشناخته باقی ماند، اما مزاری ادعا کرد که قسیم فهیم، رئیس وقت اطلاعات ربانی، با اکبری کار می‌کرد و مسعود نیز قرار بو حدود ۲۰٬۰۰۰ نیرو را برای اکبری تأمین و مسلح کند.
این شکاف باعث ایجاد اختلاف سیاسی عمیق و طولانی مدت در میان هزاره‌های افغانستان شد. در حالیکه مزاری و جانشین وی خلیلی پشتیبانی بیشتر هزاره‌ها را بر عهده داشتند، اکبری بیشتر در مخالفت با آنها فعالیت می‌کرد. در پی مرگ مزاری به دست طالبان در مارس ۱۹۹۵، کریم خلیلی به عنوان رهبر جدید حزب انتخاب شد. وی حزب را دوباره سازماندهی کرد، کنترل مناطق هزاره‌نشین را دوباره برقرار کرد و در اتحاد جدیدی به نام شورای عالی دفاع از سرزمین مادری، که بعداً به‌عنوان «اتحاد شمال» شناخته شد، با مسعود و جنبش دوستم در برابر تهدید تازه ظهور طالبان پیوست. در مقابل، اکبری هنگامی که در سپتامبر ۱۹۹۸ کنترل بامیان را به دست گرفت، به طالبان پیوست.

## پس از طالبان
این حزب در تاریخ خود سه شکست بزرگ را متحمل شد. اولین شکست با سقوط آن در کابل و کشته شدن مزاری به دست طالبان در ماه مارس ۱۹۹۵ بود. این شهر دومین مرکز مهم ائتلاف شمالی پس از سقوط کابل بود و همچنین دارای تمرکز عمده نیروهای وحدت و هزاره‌های غیرنظامی بود. حزب وحدت در سال ۱۹۹۷ نقش کلیدی در دفع حمله طالبان به شهر داشت و این بار بار خشم طالبان را متحمل می‌شد. هزاران هزاره قتل‌عام یا زندانی شدند. ثالثاً، طی چند هفته طالبان بامیان، مقر جدید حزب را در یک حرکت چشمگیر دیگر تصرف کردند. این پایان حیات سیاسی حزب وحدت به عنوان یک سازمان سیاسی منسجم بود. سقوط این دو شهر بسیار بیشتر از شکست‌های نظامی بود. تقریباً تمام مناطق تحت کنترل آن به تصرف طالبان درآمد. کادرهای سیاسی و نظامی آن به کشورهای همسایه گریختند. خلیلی به ایران رفت. از میان رهبران ارشد، تنها محقق پس از مدت کوتاهی در ایران به سرعت به افغانستان بازگشت و جبهه مقاومت را در ولسوالی بلخاب سرپل سازمان داد. حزب وحدت پس از سقوط مزارشریف و بامیان به دست طالبان، به دلیل تلفات زیاد در صفوف خود و در سطوح رهبری، هرگز موفق نشد.

### در حکومت جدید
بنابراین حزب وحدت با اندکی از وزن سیاسی و نظامی گذشته خود در روند سیاسی پس از طالبان شرکت کرد. در دولت موقت (۲۰۰۲–۲۰۰۱)، وحدت وزن کمی داشت. محمد محقق به عنوان یکی از معاونان رئیس‌جمهور و وزیر برنامه‌ریزی نماینده حزب بود. حزب حرکت و حزب وحدت اکبری عمدتاً نماینده شیعیان در دولت موقت و همچنین دولت انتقالی در سال‌های ۲۰۰۲–۲۰۰۳ بودند. علاوه بر این، در شرایط سیاسی جدید، حزب نیاز به تطبیق با واقعیت‌های جدید سیاسی در کشور داشت. نظم سیاسی جدید ایجاد شده تحت حمایت جامعه بین‌المللی، سازمان‌های نظامی-سیاسی را ملزم به تبدیل به احزاب سیاسی غیرنظامی می‌کرد. این امر مستلزم انحلال جناح‌های نظامی آنها، خلع سلاح تحت برنامه خلع سلاح و ادغام مجدد به رهبری سازمان ملل و فعالیت در محیط قانونی و سیاسی جدید بود. همان‌طور که قبلاً ذکر شد، ساختار نظامی حزب وحدت در زمان طالبان متلاشی شد و در نتیجه در اواخر سال ۲۰۰۱ این سازمان از نظر ساختار نظامی و سخت‌افزاری به هیچ وجه قابل مقایسه با سایر سازمان‌های ضد طالبان نبود. رهبران آن فاقد منابع سیاسی و نظامی برای سازماندهی مجدد جنگجویان خود در هر مقیاس قابل توجهی بودند. در ۲۰۰۵، تنها ساختار نظامی عمده تحت کنترل حزب، سپاه نهم، منحل شد و به حمایت مالی کنگره مرکزی حزب پایان یافت. حزب با کمبود منابع و با داشتن یک سازمان ضعیف، فعالیت‌های نظامی خود را تقریباً متوقف کرد. فقط در شمال افغانستان برخی از عناصر آن زنده ماندند. ضعف وحدت در برابر سایر سازمان‌های نظامی-سیاسی با منابع بهتر تشدید شد.
دومین و مبرم‌ترین خواست اصلاحات از درون جامعه سیاسی هزاره بود. اصلاح و احیای حزب به عنوان بزرگ‌ترین و تأثیرگذارترین سازمان هزاره برای اکثر نخبگان فکری و روحانی هزاره اولویت اصلی بود. بسیاری از هزاره‌های تحصیل کرده با پیشینه‌های ایدئولوژیک مختلف در سال ۲۰۰۲ به کابل شتافتند و داوطلب شدند تا در حزب ایفای نقش کنند. ایده‌هایی برای اصلاح و تجدید ساختار حزب به کریم خلیلی و محمد محقق که به عنوان رهبران کلیدی تلقی می‌شدند ارائه شد. در حالی که نیاز به تغییر و گسترش رهبری حزب به‌طور مکرر توسط محقق و خلیلی اعتراف شده‌است، اکثر اصلاح طلبان (از جمله روحانیون) از فقدان اراده عملی و عزم رهبران ارشد ناامید شده‌اند. حزب وحدت با از هم پاشیدگی ساختارهای نظامی خود و ضرورت تبدیل به یک حزب سیاسی کامل، با چالش بسیار دشواری مواجه شد که نیازمند تغییرات بنیادین بود. انتقال از یک سازمان نظامی به سازمان سیاسی برای سایر سازمان‌های افغان که در طول سال‌های جنگ ایجاد شده‌اند به همین ترتیب دشوار بوده‌است.
اما حزب وحدت با یک مخمصه منحصر به فرد خود مواجه بود که ناشی از ظهور یک طبقه تحصیل کرده بسیار بزرگتر در میان هزاره‌ها بود. کادر سیاسی وحدت اکثراً روحانیونی بودند که در مدارس دینی افغانستان یا ایران و عراق تحصیل کرده بودند. آنها در به قدرت رسیدن خود به رهبری سیاسی به شدت با رقبای تحصیل کرده دانشگاه رقابت کردند و نسبت به سیاستمداران تحصیلکرده مدرن بدبین و هراسان باقی ماندند. آنها ناگهان مجبور شدند با مفاهیم غربی دموکراسی، حقوق بشر و غیره درگیر شوند. پس از سال ۲۰۰۱، حزب به‌طور اسمی ساختار قدیمی خود را حفظ کرد که در آن هفت کمیسیون از یازده کمیسیون در جاغوری حزب به ریاست علما بودند. فقط سمت‌های فنی و کم‌اهمیتی مانند کمیته‌های بهداشت و باستان‌شناسی را افراد غیر روحانی اداره می‌کردند. علاوه بر این، شخصیت‌های غیر روحانی بیشتر به نمایندگی از رهبران ارشد روحانی خود عمل می‌کردند.

## انشعاب
بلافاصله پس از سقوط طالبان، خلیلی به عنوان رهبر حزب شناخته شد. در آوریل ۲۰۰۲ او از بامیان به کابل رفت، و مقر حزب را به کابل منتقل کرد. محقق که معاون رئیس و وزیر برنامه‌ریزی اداره موقت بود نیز به گرمی مورد استقبال قرار گرفت. در اداره انتقالی، خلیلی جانشین محقق به عنوان معاون رئیس‌جمهور شد و بالاترین مقام هزاره در دولت شد. محقق تا قبل از انتخابات ریاست جمهوری سال ۲۰۰۵ حداقل رسماً ریاست کمیته امور سیاسی حزب وحدت در کابل را بر عهده داشت. با این حال، رابطه آنها به زودی آغاز شد. ظاهراً محقق روی مسایل مربوط به پلان‌های انکشافی و بازسازی مناطق هزاره نشین، رویکرد تقابلی تری را در داخل حکومت اتخاذ کرده بود. گفته می‌شود که اختیارات وی به عنوان وزیر برنامه‌ریزی به وزارت مالیه قدرتمندتر و قاطع تر، تحت رهبری تکنوکرات تحصیل کرده غربی اشرف غنی، منتقل می‌شود. محقق در سال ۲۰۰۴ کابینه را با اختلاف نظر ترک کرد.
خلیلی و محقق از آن زمان به رقابت شخصی و رقابت برای کسب قدرت در داخل حکومت و همچنین برای رهبری در میان هزاره‌ها پرداخته‌اند. رقابت آنها زمانی به منصه ظهور رسید که محقق تصمیم گرفت به عنوان نامزد انتخابات ریاست جمهوری در سال ۲۰۰۵ شرکت کند و خلیلی به عنوان معاون دوم رئیس‌جمهور با حامد کرزی نامزد شد. متعاقباً محقق به ائتلاف اصلی اپوزیسیون، «جبهه تفاهم» به رهبری یونس قانونی پیوست. او با ایستادگی در مقابل حکومت، از حقوق هزاره‌ها دفاع کرد و به تضعیف کریم خلیلی ادامه داد. شخصی‌سازی رهبری به محقق و خلیلی محدود نشد و منجر به تجزیه حزب به چهار سازمان و پسانتر پنج سازمان منشعب شد.
- حزب وحدت اسلامی افغانستان به رهبری کریم خلیلی معاون پیشین رئیس‌جمهور افغانستان (۱۳۹۳–۱۳۸۳ش)
- حزب وحدت اسلامی مردم افغانستان به رهبری محمد محقق معاون دوم ریاست اجرائیه افغانستان (۱۳۹۸–۱۳۹۳ش)[۳۵]
- حزب وحدت ملی اسلامی افغانستان به رهبری محمد اکبری. این حزب بعدها به حزب حراست اسلامی افغانستان تغییر نام داد.
- حزب وحدت اسلامی ملت افغانستان به رهبری قربان‌علی عرفانی (۱۳۹۴–۱۳۲۳ش)
- حزب وحدت اسلامی نوین افغانستان به رهبری عباس ابراهیم‌زاده.

## انتشارات
- هفته‌نامه مشارکت ملی، هفته نامه رسمی حزب وحدت[۳۶]